# Ранни безчелюстни риби
Ранните безчелюстни риби (Cephalaspidomorphi) са клас животни от тип Хордови (Chordata).
Таксонът е описан за пръв път от Джеймс Алан Мой-Томас през 1971 година.

## Подгрупи
- †Osteostraci
- †Galeaspida
- †Pituriaspida
- Gnathostomata?